# Hadaoure
Hadaoure est une localité du Cameroun située dans l'arrondissement de Meri, le département du Diamaré et la région de l’Extrême-Nord. Elle fait partie du canton de Godola.

## Population
Lors du recensement de 2005, on y a dénombré 298 personnes.